# Рюй-Монсо
Рюй-Монсо (фр. Ruy-Montceau) — коммуна во Франции, находится в регионе Рона — Альпы. Департамент коммуны — Изер. Входит в состав кантона Бургуэн-Жальё. Округ коммуны — Ла-Тур-дю-Пен. 4 августа 2015 года название коммуны изменилось с Рюй в Рюй-Монсо.
Код INSEE коммуны — 38348. Население коммуны на 2012 год составляло 4282 человека. Населённый пункт находится на высоте от 244 до 505 метров над уровнем моря. Муниципалитет расположен на расстоянии около 430 км юго-восточнее Парижа, 45 км юго-восточнее Лиона, 55 км северо-западнее Гренобля. Мэр коммуны — юй Рабюэль, мандат действует на протяжении 2014—2020 годов.
Динамика населения (INSEE):